# Hans-Georg Wagner (Bildhauer)

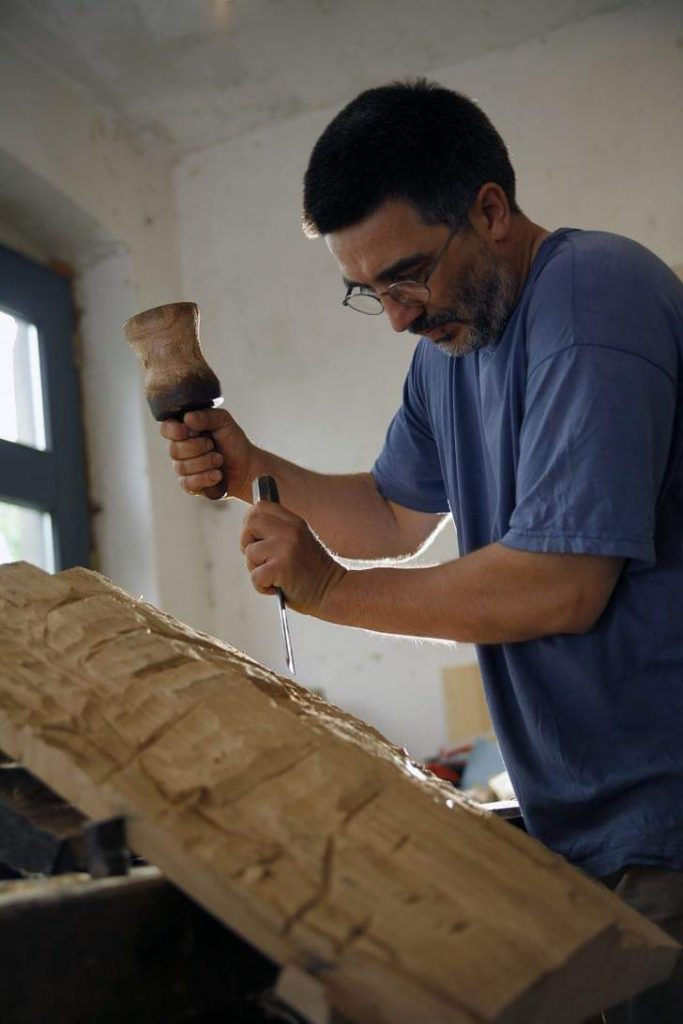
Hans-Georg Wagner bei der Arbeit

Hans-Georg Wagner (* 22. November 1962 in Havelberg) ist ein deutscher Künstler, Bildhauer und Designer.

## Leben
Hans-Georg Wagner lebt und arbeitet in Cottbus. 1979 bis 1981 absolvierte er dort eine Tischlerlehre. 1983 bis 1986 studierte er Holzgestaltung an der Fachschule für angewandte Kunst Schneeberg, heute Teil der Westsächsischen Hochschule Zwickau, unter der Mentorenschaft des Bildhauers und Designers Hans Brockhage und des Künstlers Karl Heinz Jakob. Nach dem Abschluss bezog 1986 er sein Atelier in Cottbus, bis heute Zentrum seines Schaffens.
1994 baute Wagner sein erstes Holzkanu nach originalen Bauplänen der Birkenrindenkanus nordamerikanischer Ureinwohner. 1997 begegnete er bei einem Symposium Werner Stötzer und Sylvia Hagen, deren Freundschaft und Werk seine Arbeit nachhaltig prägten. Seit 2005 ist Wagner auch als Kurator tätig und stellt in der Atelier Galerie Wagner Werke von Künstlerkollegen aus, besonders aus dem Bereich der Bildhauerei.

## Schaffen
Hans-Georg Wagners Schaffen ist um das Material Holz zentriert. Themen sind der Mensch, Freiheit und der Versuch sich ein Bild von der Welt zu machen. Neben humanistischen und sozialen Motiven greift er auch auf politische Themen und bedient sich religiöser Motive.
In seinem Möbeldesign spiegelt sich ein weiterer Aspekt des Fokus auf den Menschen wider. Die Aufgabe von Design sieht er darin, Räume zu öffnen und für den Menschen nutzbar zu machen. Der Bootsbau hat ihn darüber hinaus zum Canadian Style geführt, auf dessen Grundlage er Küren, sogenannte Kanuballets choreographiert und sowohl Solo als auch in Gruppenkonstellationen zu Musik inszeniert. Diese Praxis überschneidet sich auch mit seinem Schaffen als Veranstalter und Kurator.

### Kunst

#### Skulptur

Abgestorbene und zum temporären Kunstwerk umgestaltete Blutbuche im Pillnitzer Schlosspark

Blutbuche im Pillnitzer Schlosspark

Wagner fertigt Kleinplastiken aus Holzsplittern und Wachs an und lässt diese später in Bronze gießen. Mittelformatige bis überlebensgroße Skulpturen entstehen aus Baumstämmen oder -Ästen. Nach eigener Aussage bringt Hans-Georg Wagner das aus dem Holz hervor, was bereits darin steckt. Für ihn ist ein Baum in Form gebrachte Lebenserfahrung. Wagners Skulpturen entstehen in der Regel durch das Aufspalten eines Baumstammes. Hierfür öffnet er den Baumstamm und treibt Spaltkeile in die Faser, bis sich der Stamm der Länge nach aufteilt. Danach trägt er die Rinde ab und entfernt alle durch Fäule oder Pilz befallenen Bereiche. In der so entstehenden Figur entdeckt er Formen und Bewegungen, deren menschliche Gestalt er anschließend herausarbeitet. Auch von den größeren Skulpturen gibt es Bronze-Varianten.
Oftmals stößt er bei diesem Prozess auf Einschlüsse, z. B. Kalaschnikow-Projektile oder Granatsplitter aus dem Zweiten Weltkrieg, Zaunmaterial, überwachsene Äste und mehr. Diese Funde und die Möglichkeit durch das Zählen der Jahresringe eines Baumes diese Funde in eine zeitliche Dimension zu bringen, fügen der Skulpturarbeit eine archäologische Komponente hinzu.

#### Relief
Wagners Reliefs zeigen ebenfalls menschliche Motive oder sind abstrakte Strukturreliefs, die er entweder naturfarben belässt oder einfärbt. In einem besonderen Arbeitsvorgang, ähnlich dem Hochdruckverfahren bemalt er die Flächen farbig und macht Handabreibungen auf Shōjipapier und zieht sie auf Shōjirahmen, wodurch Zwischenstände der Reliefs festgehalten werden, die einen künstlerischen Eigenwert haben.

#### Kunstdruck, Malerei & Grafik
Neben den oben erwähnten Handabreibungen praktiziert Wagner alle weiteren Formen der Bildenden Kunst wie Kaltnadelradierungen, Drucke, Grafiken, Zeichnungen und Gemälde.

### Design

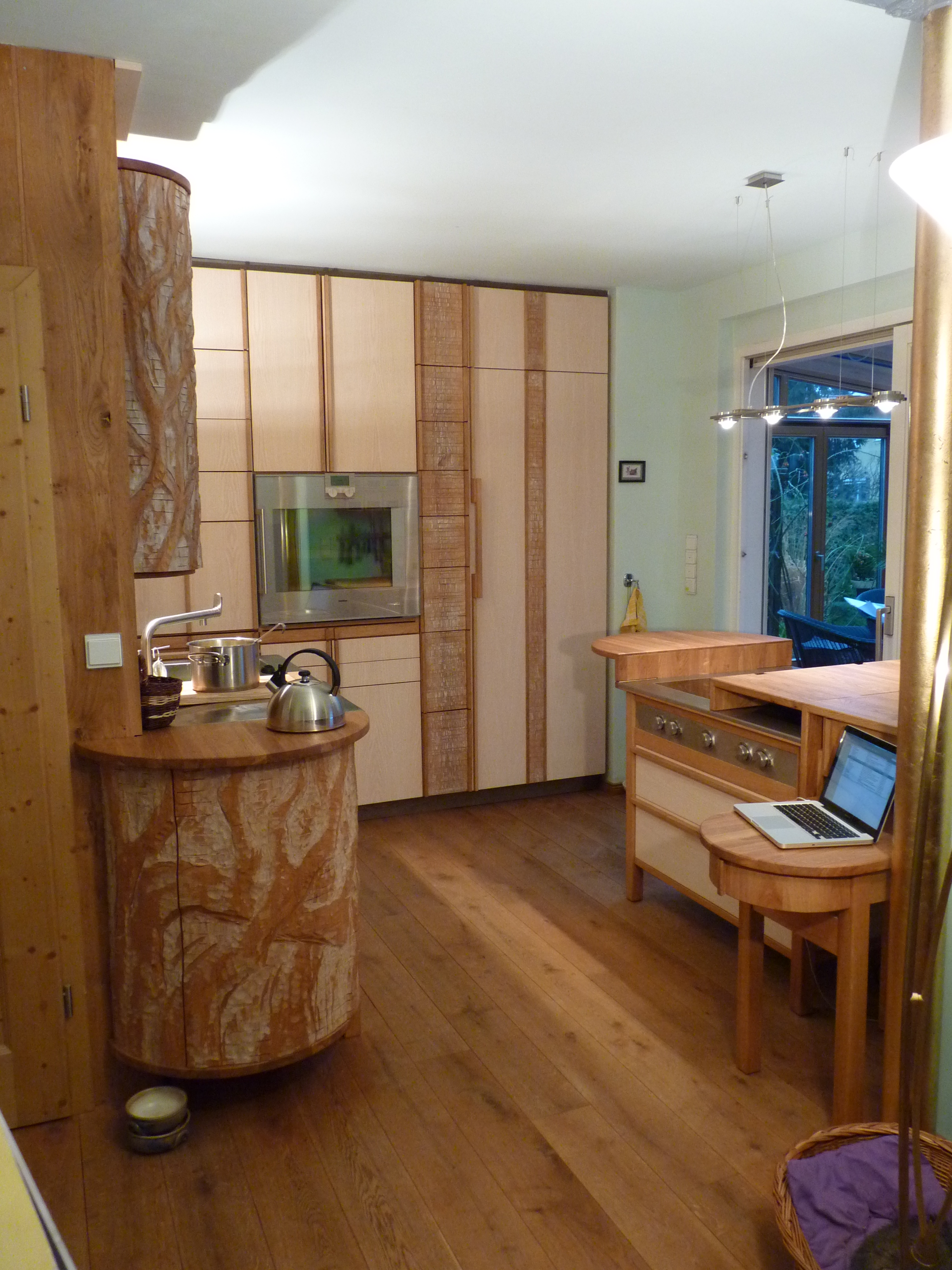
Küchenmöbel mit bildhauerischen Elementen in Tradition des Bauhaus-Designs von Hans-Georg Wagner

Das Holzdesign Wagners ist eine Mischung aus dem modernen, industriellen Bauhaus-Design mit handwerklichen Einflüssen der deutschen Handwerkstradition sowie Elementen aus der japanischen Handwerkskunst. Sein Möbeldesign umfasst Schränke, Regale, Stühle, Tische, Shōji, Paravents, Truhen und Betten. Sein Interieurdesign beinhaltet Treppen, Zwischenetagen, Bühnenelemente und mehr. Wagner designt auch Objekte für den Außenraum, wie Informationsschilder, mobile Halterungen und Reiseküchen.

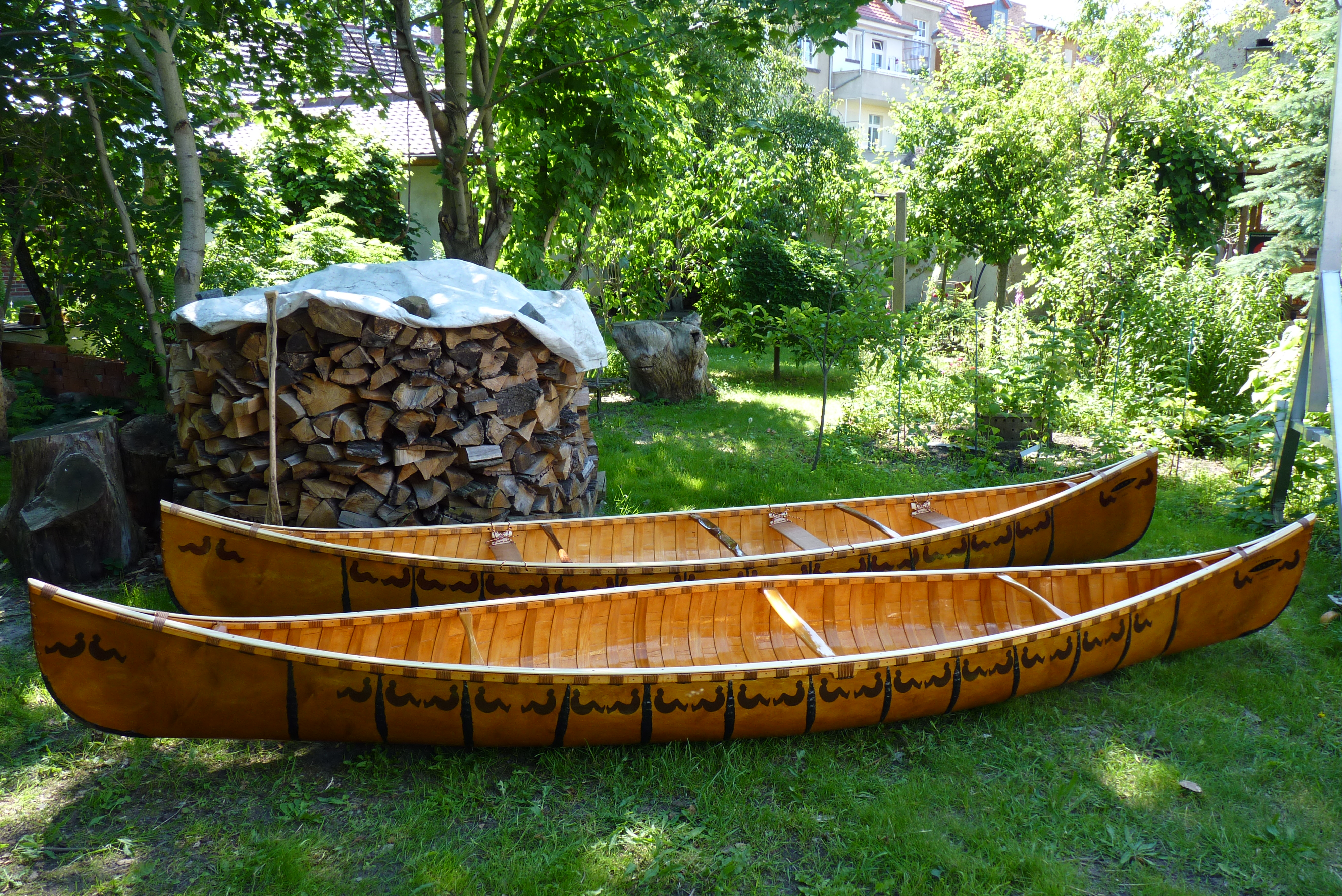
Birkenrindenboote nach Originalbauplänen nordamerikanischer Ureinwohner

### Kanu
Frame Wagner Canoes sind nach der Bauart Wood and Canvas des Typ Tetes de Boul 21/2 Fathom - Kanus vom St. Maurice-River in Kanada. Dabei benutzt Wagner statt der traditionellen Birkenrinde Birkensperrholz, was die Robustheit des Bootskörpers stark verbessert. Erfahrene Canadiersportler beurteilen die Fahreigenschaften der Boote durchgängig als positiv.

#### Kanuballet
Wagner beherrscht die Paddeltechnik des Canadian Style und des American Freestyle Paddlings, die ermöglichen Boote punktgenau und mit geringem Kraftaufwand zu manövrieren. Zusammen mit seiner Frau und Mitgliedern der Kanu-Community Europas inszeniert er Choreographien zu Musik auf dem Wasser – hierzu gehört auch die Uraufführung des weltersten Kanuballetts zu einem Live-Orchester bei der Wiedereröffnung der Naturpyramide (Tumulus) im Branitzer Park.

### Veranstaltungen
In der Veranstaltungsreihe Bildhauerkunst zum Filmfestival stellt Wagner meist jährlich während der Zeit des Filmfestival Cottbus in seiner Atelier Galerie Künstlerinnen und Künstler aus. Darunter befanden sich bisher Sonja Eschefeld, Sylvia Hagen, Berndt Wilde, Steffen Mertens und weitere.
Eine ebenfalls wiederkehrende Veranstaltung ist der Kunstweihnachtsmarkt mit jährlich wechselndem Thema.
Außerdem kuratiert Wagner immer wieder Personalausstellungen in der Galerie. Zu den bisher ausgestellten Künstlern gehören z. B. Joachim Böttcher, Anna Franziska Schwarzbach und weitere.

## Auszeichnungen
- 2009: Aquamediale, Lübben[23]
- 2012: Brandenburgischer Kunstpreis für Plastik der Märkischen Oderzeitung (MOZ) (Selbst / on the way)[24][25]

## Arbeiten im öffentlichen Raum (Auswahl)

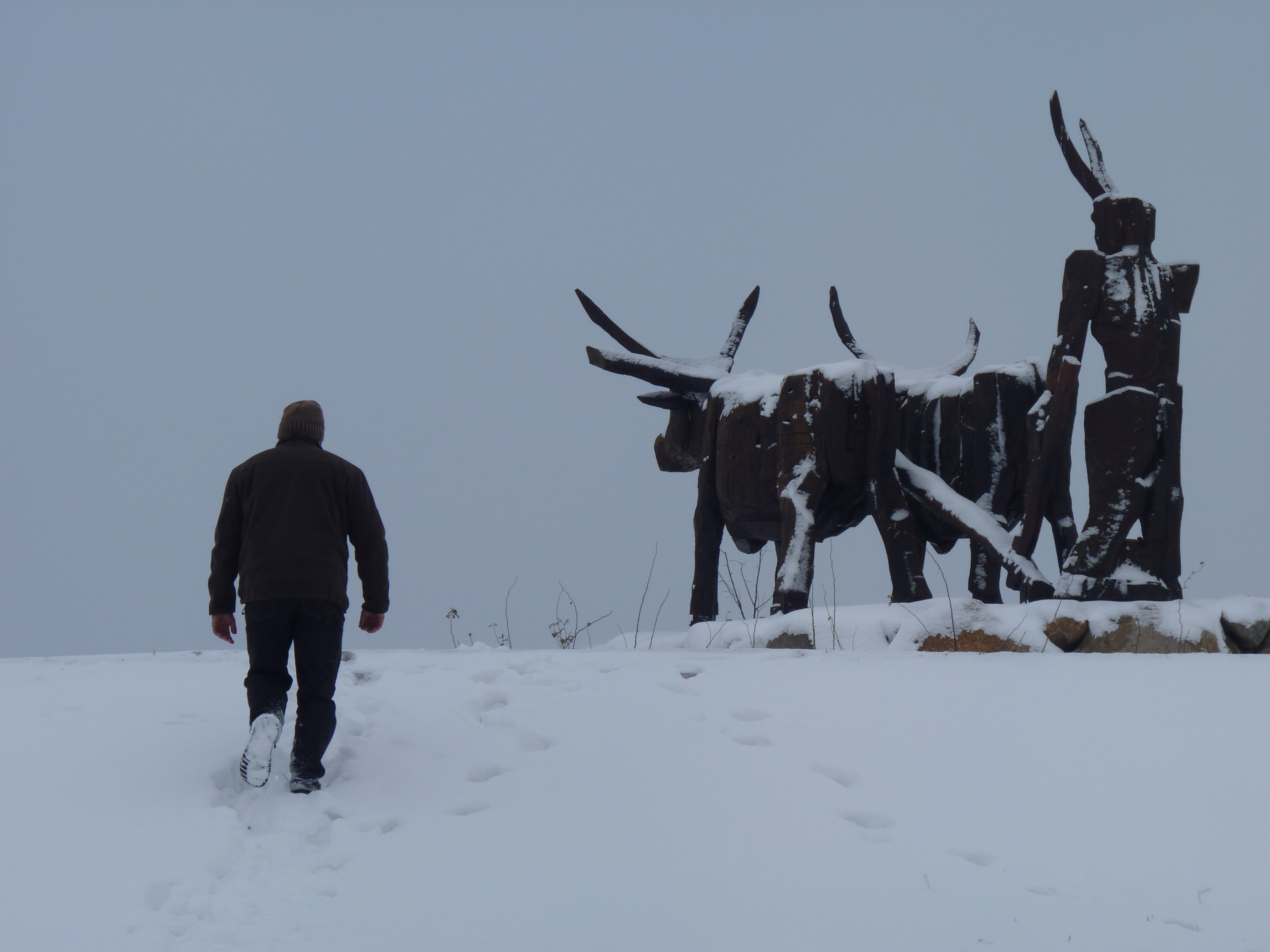
Sagengruppe – Lausitzer Teufel und Ochsen in der Spreeaue Dissen

- Sagengruppe - Lausitzer Teufel und Ochsen, Spreeaue Dissen[26][27]
- Die Alles Tragen, Landesversicherungsanstalt Frankfurt (Oder)[28]
- Hohelied des Lebens, Kirche Horno
- Tanz 1 und 2, Ärztehaus Lübbenau Neustadt
- Szenen einer Ehe, Lübbenau Neustadt
- Zeitdenkmal Dahlewitzer Bahnhofseiche, Dahlewitz[29]

## Ausstellungen (Auswahl)
- 2018: „Erde – Wasser – Licht der Künstler“ Christoph Bouet und Hans Georg Wagner, Galerie Berlin[30]
- 2018: „Weltgericht/Festung Europa“, in Kooperation mit Matthias Steier, Museum Himmlisches Theater, Kloster Neuzelle[31]
- 2017: „Zwischenschritte“, Brandenburgischen Landesmuseum für moderne Kunst (BLMK), Cottbus[32]
- 2016: „Frühlingssinfonie“, Galerie Haus 23, Cottbus[33]
- 2014: „Gipfeltreffen“ (mit Hartwig und Wolfram Ebersbach), Galerie Berlin[34]
- 2013 Selbst / on the way, Burg Beeskow[35]
- 2013 Großer Reigen, Vattenfall Hauptverwaltung, Cottbus[36]
- 2006: „Spaltungen und Risse“, Städtische Museen Zwickau, Galerie am Domhof
- 2004: „Gesicht zeigen“, Stadtmuseum, Cottbus
- 2003: „Begegnung“, Burg Beeskow und Vattenfall AG Senftenberg
- 2002: „Begegnung“, Schinkelbau, Alt Langsow

## Kataloge
- Weltgericht/Festung Europa. Stiftung Neuzelle, Neuzelle 2019
- Hans-Georg Wagner – Skulptur und Grafik. Cottbus 2013, ISBN 978-3-940021-60-1.
- Skulpturen aus der Hornoer Kaiser-Wilhelm-Eiche. Stiftung Horno, Cottbus 2010.
- Spaltungen und Risse. Technosatz, Cottbus 2007.
- diverse Ausstellungskataloge Hans-Georg Wagner, darunter:
  - Burg Beeskow Galerie, Beeskow 2003.
  - Vattenfall Europe Mining & Generation. Senftenberg 2003.
  - Volks- und Raiffeisenbank Cottbus. Cottbus 2004

## Filme
Der Cottbuser Filmemacher Donald Saischowa hat sich dem Schaffen Hans-Georg Wagners filmisch gewidmet:
- Selfie beim Höllensturz. DOSFILM, 50 Min.[38]
- Spreewaldsaga 3D - Sympathie mit dem Teufel. DOSFILM, 65 Min.[39]